# Lügenpresse
Lügenpresse (Báo chí dối trá) là một từ ngữ chính trị, được dùng trong các cuộc tranh cãi để chỉ trích giới truyền thông. Theo như Hội vì tiếng Đức (Gesellschaft für deutsche Sprache) (GfdS) từ ngữ này muốn diễn tả, "một hệ thống chính trị cai trị không theo ý dân, và không đại diện xứng đáng cho người dân", và một số ý kiến nhất định "bị hệ thống nầy và những kẻ láo khoét (Lügner) (không nói rõ ai) bóp nghẹt“. Tương tự là từ „Systempresse“.
Cách nói này có thể được chứng minh là đã được dùng từ giữa thế kỷ 19 trong tiếng Đức. Ban đầu nó thỉnh thoảng được dùng bởi những người công giáo Rôma bảo thủ chỉ trích báo chí tự do mà hình thành trong thời kỳ cách mạng tư sản.
Trong thế chiến thứ hai, nó thường được dùng hơn, nhưng theo cái nhìn của nước Đức và Áo nói về báo chí các quốc gia thù nghịch. Trước và trong thời Đức Quốc xã những đại diện Quốc xã đã dùng cách nói này làm những từ tranh đấu để chụp mũ những người chỉ trích chủ nghĩa Quốc xã là người cộng sản hay người gốc Do Thái, cho là báo chí đã bị chủ nghĩa Do Thái toàn cầu lèo lái. Sau này từ ngữ này được để lên án những người chống chiến tranh. Nó cũng được dùng trong các tổ chức của phong trào công nhân để hạ giá một số báo chí mà được cho tư sản hay tư bản, hay trong thời gian lưu vong để chỉ báo chí thời Quốc xã mà phải tuân theo quan điểm của những người cầm quyền.
Sau khi thế chiến thứ hai chấm dứt vào năm 1945, từ ngữ này ít khi được dùng. Trong thời chiến tranh lạnh thỉnh thoảng nó được báo chí Đông Đức (DDR) dùng để hạ thấp giá trị của báo chí Tây Đức, nó cũng được dùng bởi những người cánh tả Tây Đức khi họ biểu dương lực lượng chống lại báo Bild cũng như những tờ báo khác của tập đoàn Springer.
Từ sau thiên kỷ mới, nó hay được các nhóm quá khích cực hữu và Hooligan dùng.
Nó lại được quần chúng nghe tới nhiều từ mùa thu 2014 qua những phản đối của phong trào Pegida ở Dresden và những thành phố khác, nơi họ thường la những khẩu hiệu như „Lügenpresse, halt die Fresse“ (bọn nhà báo nói láo, hãy câm mồm lại!) .
Vào ngày 13 tháng 1 năm 2015 từ ngữ này được chọn là từ có vấn đề của năm 2014.

## Sách tham khảo
- Günther Haller: „Lügenpresse!“ – Ein neuer alter Kampfruf. In: Die Presse vom 3. Januar 2015. Online
- Website der Aktion Unwort des Jahres Lưu trữ ngày 12 tháng 9 năm 2015 tại Wayback Machine
- Lügenpresse ist Unwort des Jahres 2014. Die Zeit vom 13. Januar 2015.
- Anatol Stefanowitsch: Unwort des Jahres 2014: Lügenpresse. In: Sprachlog, 13. Januar 2015.
- Georg Seeßlen: Lügenpresse. In: taz vom 11. Februar 2015. Online.
- Matthias Heine: „Lügenpresse“ versteht man jetzt auch im Ausland. In: Die Welt, 9. März 2015. Online
- Hồ Ngọc Thắng, Một góc nhìn về báo chí phương Tây, nhandan, 12/02/2015